# Sha'Carri Richardson
Sha'Carri Richardson (25 maart 2000) is een Amerikaans atlete, die zich heeft gespecialiseerd in de sprint-afstanden. Zij is de regerend wereldkampioene op de 100 m en de 4 × 100 m estafette.

## Loopbaan

### Eerste jeugdsuccessen
Als zestienjarige won Richardson de 100 m tijdens de AAU Junior Olympic Games, het grootste nationale multi-sportevenement voor junioren in de Verenigde Staten, een jaar later gevolgd door een tweede 100 metertitel bij de USATF Junior Olympics. Datzelfde jaar debuteerde zij op internationaal niveau op de Pan-Amerikaanse U20 Atletiekkampioenschappen, waar zij goud veroverde op de 4 × 100 m estafette, samen met Gabrielle Cunningham, Rebekah Smith en Tara Davis.

### NCAA-kampioene
Na zich op achttienjarige leeftijd als studente te hebben ingeschreven op de Louisiana State University, begon Richardson uit te komen voor het atletiekteam van de universiteit: de LSU Lady Tigers. In 2019 leidde dat al direct tot een finaleplaats op de 60 m tijdens de NCAA-indoorkampioenschappen. Later dat jaar, tijdens de NCAA-outdoorkampioenschappen, leverde zij de op-één-na beste dubbel op een dag af door eerst de 100 m in 10,75 s te winnen, om vervolgens op de 200 m op een honderdste seconde tweede te worden in 22,17. Ook werd zij tweede op de 4 × 100 m estafette. Vier dagen na deze kampioenschappen kondigde Richardson aan, dat zij haar studie had afgebroken en bij Nike een professioneel contract had getekend. De vroegere sprinter Dennis Mitchell werd haar trainer.

### Spelen gemist door diskwalificatie
In 2021 kwalificeerde Richardson zich tijdens de Amerikaanse 'Olympic Trials' aanvankelijk voor de Olympische Spelen van Tokio door de 100 m te winnen in 10,86, 0,13 seconden sneller dan de als tweede finishende Javianne Oliver. Bij de nadien uitgevoerde urinetest testte ze echter positief op het gebruik van cannabis, dat op de dopinglijst staat. Als gevolg hiervan werd ze voor een maand geschorst, te beginnen op 28 juni 2021. Dit had tot gevolg dat zij de 100 m op de Spelen in Tokio misliep. Aan de 4 × 100 m estafette, die in Tokio gepland stond op 5 augustus 2021 had ze nog wel kunnen deelnemen, maar daar werd ze niet voor geselecteerd, zodat Richardson de Spelen geheel aan zich voorbij zag gaan.
Ter verdediging van haar cannabisgebruik voerde Richardson aan, dat zij het had gebruikt om de kwalificatie-spanning aan te kunnen, aangezien zij in de rouw was vanwege het recente overlijden van haar biologische moeder. Vanuit diverse organisaties die pleiten voor het vrijgeven van het cannabisgebruik en zelfs vanuit het Amerikaanse congres kwam kritiek op de diskwalificatie van Richardson. Het United States Anti-Doping Agency (USADA) hield echter voet bij stuk met als argument, dat het zich diende te houden aan de richtlijnen van het World Anti-Doping Agency en dat in verreweg de meeste landen het gebruik van cannabis wordt beschouwd als een strafbaar feit.
Richardson keerde aan het eind van het seizoen 2021 terug op de baan met haar deelname aan de Prefontaine Classic, waarbij zij op de 100 m in 11,14 negende en laatste werd.

### WK 2022 gemist
In 2022 slaagde Richardson er niet in, ondanks enkele eerdere goede prestaties, om op de Amerikaanse kampioenschappen op de 100 en 200 m door te dringen tot de finale. Hierdoor kon zij ook niet deelnemen aan de wereldkampioenschappen in Eugene.

### Tweemaal goud op WK in 2023
In 2023 was Richardson er op de WK in Boedapest wel bij en werd zij kampioene op de 100 m in een kampioenschapsrecord van 10,65. Hiermee liep zij zichzelf naar de op dat moment snelste vijf vrouwen op dit sprintonderdeel. Op de 200 m snelde zij vervolgens achter de Jamaicaanse Shericka Jackson (goud in 21,41) en haar landgenote Gabrielle Thomas (zilver in 21,81) in 21,92 naar de bronzen medaille, waarna zij samen met Tamari Davis, Twanisha Terry en Gabrielle Thomas een tweede gouden plak veroverde op de 4 × 100 m estafette in 41,03, eveneens een kampioenschapsrecord.

## Titels
- Wereldkampioene 100 m - 2023
- Wereldkampioene 4 x 100 m - 2023
- Amerikaans kampioene 100 m - 2023
- NCAA-kampioene 100 m - 2019
- Pan-Amerikaans U20 kampioene 4 × 100 m - 2017

## Persoonlijke records
Outdoor
| Onderdeel | Prestatie          | Datum            | Plaats    |
| --------- | ------------------ | ---------------- | --------- |
| 100 m     | 10,65 s (-0,2 m/s) | 21 augustus 2023 | Boedapest |
| 200 m     | 21,92 s (+0,1 m/s) | 25 augustus 2023 | Boedapest |

Indoor
| Onderdeel | Prestatie | Datum           | Plaats       |
| --------- | --------- | --------------- | ------------ |
| 60 m      | 7,20 s    | 26 januari 2019 | Fayetteville |
| 200 m     | 23,08 s   | 9 februari 2019 | Fayetteville |

## Palmares

### 100 m
- 2019:  NCAA-kamp. – 10,75 s
- 2023:  Amerikaanse kamp. – 10,82 s (+0,7 m/s)
- 2023:  WK – 10,65 s (+0,8 m/s)

Diamond League-resultaten
- 2023:  Qatar Athletic Super Grand Prix – 10,76 s
- 2023:  Kamila Skolimowska Memorial – 10,76 s
- 2023:  Weltklasse Zürich – 10,88 s

### 200 m
- 2019:  NCAA-kamp. – 22,17 s
- 2023:  Amerikaanse kamp. – 21,94 s (0,0 m/s)
- 2023:  WK – 21,92 s (+0,1 m/s)

### 4 x 100 m
- 2017:  Pan-Amerikaanse U20 kamp. – 44,07 s
- 2019:  NCAA-kamp. – 42,29 s
- 2023:  WK – 41,03 s

1928: Rosenfeld, Smith, Bell, Cook ·
1932: Carew, Furtsch, Rogers, Von Bremen ·
1936: Bland, Rogers, Robinson, Stephens ·
1948: Stad-de Jong, Witziers-Timmer, van der Kade-Koudijs, Blankers-Koen ·
1952: Faggs, Jones, Moreau, Hardy ·
1956: Strickland, Croker, Mellor, Cuthbert ·
1960: Hudson, Williams, Jones, Rudolph ·
1964: Ciepły, Kirszenstein, Górecka, Kłobukowska ·
1968: Ferrell, Bailes, Netter, Tyus ·
1972: Krause, Mickler-Becker, Richter, Rosendahl ·
1976: Oelsner, Stecher, Bodendorf, Eckert ·
1980: Müller, Wöckel, Auerswald, Göhr ·
1984: Brown, Bolden, Cheeseborough, Ashford ·
1988: Brown, Echols, Griffith-Joyner, Ashford ·
1992: Ashford, Jones, Guidry, Torrence ·
1996: Devers, Miller, Gaines, Torrence ·
2000: Fynes, Sturrup, Davis, Ferguson ·
2004: Lawrence, Simpson, Bailey, Campbell ·
2008: Borlée, Mariën, Ouédraogo, Gevaert ·
2012: Madison, Felix, Knight, Jeter ·
2016: Madison, Felix, Gardner, Bowie ·
2020: Williams, Thompson-Herah, Fraser-Pryce, Jackson ·
2024: Jefferson, Terry, Thomas, Richardson
1983 Marlies Göhr ·
1987 Silke Gladisch ·
1991 Katrin Krabbe ·
1993 Gail Devers ·
1995 Gwen Torrence ·
1997 Marion Jones ·
1999 Marion Jones ·
2001 Zjanna Block ·
2003 Torri Edwards ·
2005 Lauryn Williams ·
2007 Veronica Campbell-Brown ·
2009 Shelly-Ann Fraser-Pryce ·
2011 Carmelita Jeter ·
2013 Shelly-Ann Fraser-Pryce ·
2015 Shelly-Ann Fraser-Pryce ·
2017 Tori Bowie ·
2019 Shelly-Ann Fraser-Pryce · 
2022 Shelly-Ann Fraser-Pryce · 
2023 Sha'Carri Richardson
1983 Gladisch, Koch, Auerswald, Göhr · 
1987 Brown, Williams, Griffith-Joyner, Marshall · 
1991 Duhaney, Cuthbert, McDonald, Ottey · 
1993 Bogoslovskaja, Maltsjoegina, Voronova, Privalova · 
1995 Mondie-Milner, Guidry-White, Gaines, Torrence · 
1997 Gaines, Jones, Miller, Devers · 
1999 Fynes, Sturrup, Davis-Thompson, Ferguson · 
2001 Paschke, G. Rockmeier, B. Rockmeier, Wagner · 
2003 Girard, Hurtis-Houairi, Félix, Arron · 
2005 Daigle, Lee, Barber, Williams · 
2007 Williams, Felix, Barber, Edwards · 
2009 Facey, Fraser, Bailey, Stewart · 
2011 Knight, Felix, Myers, Jeter · 
2013 Russell, Stewart, Calvert, Fraser-Pryce · 
2015 Campbell-Brown, Morrison, Thompson, Fraser-Pryce · 
2017 Brown, Felix, Akinosun, Bowie · 
2019 Whyte, Fraser-Pryce, Smith, Jackson · 
2022 Jefferson, Steiner, Prandini, Terry · 
2023 Davis, Terry, Thomas, Richardson